# Lijst van Tweede Kamerleden 1864-1866
Lijst van Tweede Kamerleden 1864-1866 geeft een overzicht van de leden van de Nederlandse Tweede Kamer in de periode tussen de periodieke verkiezingen van 1864 en de periodieke verkiezingen van 1866. De zittingsperiode van de Tweede Kamer ging in op 19 september 1864 en eindigde op 17 september 1866.
De Tweede Kamer telde 75 leden, die gekozen werden in 39 districten. Zij werden gekozen voor een termijn van vier jaar; om de twee jaar werd de helft van de Tweede Kamer vernieuwd.
| Naam                                     | groepering                | district         | begindatum        | einddatum         | refs   |
| ---------------------------------------- | ------------------------- | ---------------- | ----------------- | ----------------- | ------ |
| Jouwert Andreae                          | conservatieven            | Leeuwarden       | 11 december 1865  | 17 september 1866 | [ 2 ]  |
| Hubert van Asch van Wijck                | antirevolutionairen       | Amersfoort       | 15-09-1862 [ e ]  | 17 september 1866 | [ 3 ]  |
| Carolus Beens                            | thorbeckianen             | Tilburg          | 19 september 1864 | 01-10-1866 [ f ]  | [ 4 ]  |
| Warnardus Begram                         | conservatieven            | Gorinchem        | 15-09-1862 [ e ]  | 17 september 1866 | [ 5 ]  |
| Sybrand van Beyma thoe Kingma            | liberalen                 | Dokkum           | 26 september 1864 | 01-10-1866 [ f ]  | [ 6 ]  |
| Charles de Bieberstein Rogalla Zawadsky  | thorbeckianen             | Maastricht       | 15-09-1862 [ e ]  | 17 september 1866 | [ 7 ]  |
| François Blom                            | liberalen                 | Rotterdam        | 19 september 1864 | 01-10-1866 [ f ]  | [ 8 ]  |
| Philippus van Blom                       | liberalen                 | Dokkum           | 18 maart 1865     | 17 september 1866 | [ 9 ]  |
| Pieter Blussé van Oud-Alblas             | thorbeckianen             | Dordrecht        | 19 september 1864 | 01-10-1866 [ f ]  | [ 10 ] |
| Pieter van Bosse                         | liberalen                 | Zutphen          | 19 september 1864 | 10 februari 1866  | [ 11 ] |
| Johannes Bots                            | thorbeckianen             | Eindhoven        | 19 september 1864 | 21 augustus 1865  | [ 12 ] |
| Johannes Bots                            | thorbeckianen             | Eindhoven        | 19 september 1865 | 01-10-1866 [ f ]  | [ 12 ] |
| Willem de Brauw                          | conservatief-protestanten | Gouda            | 19 september 1864 | 01-10-1866 [ f ]  | [ 13 ] |
| Isaäc ter Bruggen Hugenholtz             | thorbeckianen             | Dokkum           | 15-09-1862 [ e ]  | 1 februari 1865   | [ 14 ] |
| Simon Cool                               | liberalen                 | Amsterdam        | 19-09-1864 [ m ]  | 9 oktober 1864    | [ 15 ] |
| Karel Cornelis                           | thorbeckianen             | Roermond         | 19 september 1864 | 01-10-1866 [ f ]  | [ 16 ] |
| Jacob Dam                                | thorbeckianen             | Zutphen          | 24 april 1866     | 01-10-1866 [ f ]  | [ 17 ] |
| Albertus van Delden                      | liberalen                 | Deventer         | 19 september 1864 | 17 september 1866 | [ 18 ] |
| Jacob Dirks                              | conservatieven            | Leeuwarden       | 19 september 1864 | 01-10-1866 [ f ]  | [ 19 ] |
| Willem Dullert                           | thorbeckianen             | Zutphen          | 15-09-1862 [ e ]  | 17 september 1866 | [ 20 ] |
| Gerard Dumbar                            | thorbeckianen             | Deventer         | 19 september 1864 | 01-10-1866 [ f ]  | [ 21 ] |
| Daniël van Eck                           | thorbeckianen             | Middelburg       | 19 september 1864 | 01-10-1866 [ f ]  | [ 22 ] |
| Gerrit Fokker                            | thorbeckianen             | Middelburg       | 27 februari 1865  | 17 september 1866 | [ 23 ] |
| Cornelis van Foreest                     | conservatief-protestanten | Alkmaar          | 19 september 1864 | 01-10-1866 [ f ]  | [ 24 ] |
| Johan Geertsema                          | liberalen                 | Groningen        | 19 september 1864 | 10 februari 1866  | [ 25 ] |
| Johan Geertsema                          | liberalen                 | Haarlem          | 31 augustus 1866  | 17 september 1866 | [ 25 ] |
| Michel Godefroi                          | gematigde liberalen       | Amsterdam        | 15-09-1862 [ e ]  | 17 september 1866 | [ 26 ] |
| Jan van Goltstein                        | conservatieven            | Amersfoort       | 19 september 1864 | 01-10-1866 [ f ]  | [ 27 ] |
| Willem van Goltstein van Oldenaller      | conservatieven            | Hoorn            | 19 september 1864 | 01-10-1866 [ f ]  | [ 28 ] |
| Guillaume Groen van Prinsterer           | antirevolutionairen       | Arnhem           | 15-09-1862 [ e ]  | 6 april 1865      | [ 29 ] |
| Norbertus Guljé                          | thorbeckianen             | Breda            | 15-09-1862 [ e ]  | 17 september 1866 | [ 30 ] |
| Jan Heemskerk Bzn.                       | thorbeckianen             | Amsterdam        | 15-09-1862 [ e ]  | 17 september 1866 | [ 31 ] |
| Schelto van Heemstra                     | conservatief-liberalen    | Middelburg       | 15-09-1862 [ e ]  | 20 december 1864  | [ 32 ] |
| Louis van Heiden Reinestein              | conservatieven            | Assen            | 19 september 1864 | 01-10-1866 [ f ]  | [ 33 ] |
| Cornelis van Heukelom                    | liberalen                 | Amsterdam        | 19 september 1864 | 01-10-1866 [ f ]  | [ 34 ] |
| Petrus van den Heuvel                    | liberalen                 | Eindhoven        | 15-09-1862 [ e ]  | 17 september 1866 | [ 35 ] |
| Christianus Heydenrijck                  | liberalen                 | Nijmegen         | 19 september 1864 | 01-10-1866 [ f ]  | [ 36 ] |
| Cornelis Hoekwater                       | conservatieven            | Delft            | 19 september 1864 | 01-10-1866 [ f ]  | [ 37 ] |
| Mari Hoffmann                            | conservatief-protestanten | Gouda            | 15-09-1862 [ e ]  | 17 september 1866 | [ 38 ] |
| Petrus Hollingerus Pijpers               | thorbeckianen             | Breda            | 19 september 1864 | 01-10-1866 [ f ]  | [ 39 ] |
| Anthony Hoynck van Papendrecht           | liberalen                 | Rotterdam        | 15-09-1862 [ e ]  | 17 september 1866 | [ 40 ] |
| Wieger Idzerda                           | thorbeckianen             | Leeuwarden       | 15-09-1862 [ e ]  | 1 november 1865   | [ 41 ] |
| Franciscus Jespers                       | thorbeckianen             | Tilburg          | 15-09-1862 [ e ]  | 17 september 1866 | [ 42 ] |
| Willem Jonckbloet                        | liberalen                 | Winschoten       | 19 september 1864 | 17 september 1866 | [ 43 ] |
| Jan Kappeyne van de Coppello             | liberalen                 | 's-Gravenhage    | 15-09-1862 [ e ]  | 17 september 1866 | [ 44 ] |
| Jacob van Kerkwijk                       | thorbeckianen             | Zierikzee        | 15-09-1862 [ e ]  | 17 september 1866 | [ 45 ] |
| Hyacinthus Kerstens                      | liberalen                 | Boxmeer          | 19 september 1864 | 01-10-1866 [ f ]  | [ 46 ] |
| Levinus Keuchenius                       | antirevolutionairen       | Arnhem           | 7 augustus 1866   | 17 september 1866 | [ 47 ] |
| Nicolaas Kien                            | conservatieven            | Utrecht          | 15-09-1862 [ e ]  | 17 september 1866 | [ 48 ] |
| Jean de Laat de Kanter                   | liberalen                 | Goes             | 22 september 1864 | 01-10-1866 [ f ]  | [ 49 ] |
| Willem van Lidth de Jeude                | conservatieven            | Tiel             | 15-09-1862 [ e ]  | 17 september 1866 | [ 50 ] |
| Petrus van Limburg Brouwer               | liberalen                 | Almelo           | 19 september 1864 | 01-10-1866 [ f ]  | [ 51 ] |
| Gijsbertus van der Linden                | thorbeckianen             | Almelo           | 15-09-1862 [ e ]  | 17 september 1866 | [ 52 ] |
| Pieter de Lom de Berg                    | conservatief-katholieken  | Roermond         | 15-09-1862 [ e ]  | 17 september 1866 | [ 53 ] |
| Aloysius Luyben                          | conservatief-katholieken  | 's-Hertogenbosch | 15-09-1862 [ e ]  | 17 september 1866 | [ 54 ] |
| Wilco Lycklama à Nijeholt                | conservatieven            | Sneek            | 15-09-1862 [ e ]  | 17 september 1866 | [ 55 ] |
| Willem van Lynden                        | antirevolutionairen       | Arnhem           | 19 september 1864 | 1 juni 1866       | [ 56 ] |
| Theo van Lynden van Sandenburg           | conservatief-protestanten | Arnhem           | 7 augustus 1866   | 01-10-1866 [ f ]  | [ 57 ] |
| Paul van der Maesen de Sombreff          | thorbeckianen             | Maastricht       | 20 september 1864 | 25 november 1865  | [ 58 ] |
| Paul van der Maesen de Sombreff          | thorbeckianen             | Maastricht       | 15 december 1865  | 01-10-1866 [ f ]  | [ 58 ] |
| Evert du Marchie van Voorthuysen         | conservatieven            | Utrecht          | 19 september 1864 | 01-10-1866 [ f ]  | [ 59 ] |
| Haye Mensonides                          | liberalen                 | Hoorn            | 15-09-1862 [ e ]  | 17 september 1866 | [ 60 ] |
| Pieter Mijer                             | conservatieven            | Zwolle           | 19 september 1864 | 30 mei 1866       | [ 61 ] |
| Joannes van Mulken                       | thorbeckianen             | Haarlem          | 15-09-1862 [ e ]  | 23 april 1865     | [ 62 ] |
| Joannes van Mulken                       | thorbeckianen             | Haarlem          | 15 mei 1865       | 11 augustus 1866  | [ 62 ] |
| Asser van Nierop                         | thorbeckianen             | Haarlem          | 19 september 1864 | 01-10-1866 [ f ]  | [ 63 ] |
| Joannes van Nispen van Sevenaer          | liberalen                 | Nijmegen         | 15-09-1862 [ e ]  | 17 september 1866 | [ 64 ] |
| Johannes de Poorter                      | thorbeckianen             | 's-Hertogenbosch | 19 september 1864 | 01-10-1866 [ f ]  | [ 65 ] |
| Karel Poortman                           | thorbeckianen             | Alkmaar          | 15-09-1862 [ e ]  | 17 september 1866 | [ 66 ] |
| Gerrit de Raadt                          | liberalen                 | Dordrecht        | 15-09-1862 [ e ]  | 17 september 1866 | [ 67 ] |
| Gerlach van Reenen                       | conservatieven            | Amsterdam        | 15-09-1862 [ e ]  | 17 september 1866 | [ 68 ] |
| Geert Reinders                           | liberalen                 | Zuidhorn         | 15-09-1862 [ e ]  | 17 september 1866 | [ 69 ] |
| Jan Rochussen                            | conservatieven            | Amsterdam        | 14 november 1864  | 01-10-1866 [ f ]  | [ 70 ] |
| Rutger Schimmelpenninck van Nijenhuis    | conservatieven            | Leiden           | 19 september 1864 | 1 juni 1866       | [ 71 ] |
| Gerrit Simons                            | conservatieven            | Gorinchem        | 19 september 1864 | 01-10-1866 [ f ]  | [ 72 ] |
| Carel Storm van 's Gravesande            | conservatief-liberalen    | Steenwijk        | 19 september 1864 | 01-10-1866 [ f ]  | [ 73 ] |
| Jan van Swieten                          | liberalen                 | Amsterdam        | 19 september 1864 | 01-10-1866 [ f ]  | [ 74 ] |
| Pieter Taets van Amerongen tot Natewisch | conservatieven            | Leiden           | 15-09-1862 [ e ]  | 17 september 1866 | [ 75 ] |
| Johan Rudolph Thorbecke                  | thorbeckianen             | Groningen        | 14 maart 1866     | 01-10-1866 [ f ]  | [ 76 ] |
| Petrus van der Veen                      | conservatief-liberalen    | Assen            | 15-09-1862 [ e ]  | 17 september 1866 | [ 77 ] |
| Willem Viruly Verbrugge                  | liberalen                 | Rotterdam        | 15-09-1862 [ e ]  | 17 september 1866 | [ 78 ] |
| Rembertus Westerhoff                     | thorbeckianen             | Appingedam       | 19 september 1864 | 01-10-1866 [ f ]  | [ 79 ] |
| Willem Wintgens                          | conservatieven            | Delft            | 15-09-1862 [ e ]  | 17 september 1866 | [ 80 ] |
| Henri Wttewaall van Stoetwegen           | conservatieven            | Zwolle           | 7 augustus 1866   | 01-10-1866 [ f ]  | [ 81 ] |
| Schelte Wybenga                          | conservatief-liberalen    | Sneek            | 19 september 1864 | 01-10-1866 [ f ]  | [ 82 ] |
| Gerhard IJssel de Schepper               | liberalen                 | Zwolle           | 15-09-1862 [ e ]  | 17 september 1866 | [ 83 ] |
| Jan Zijlker                              | thorbeckianen             | Appingedam       | 15-09-1862 [ e ]  | 17 september 1866 | [ 84 ] |
| Jacob van Zuylen van Nijevelt            | conservatieven            | 's-Gravenhage    | 19 september 1864 | 01-10-1866 [ f ]  | [ 85 ] |
| Jules van Zuylen van Nijevelt            | antirevolutionairen       | Arnhem           | 22 mei 1865       | 1 juni 1866       | [ 86 ] |

1815-1818 ·
1818-1821 ·
1821-1824 ·
1824-1827 ·
1827-1830 ·
1830-1833 ·
1833-1836 ·
1836-1839 ·
1839-1842 ·
1842-1845 ·
1845-1848 ·
1848-1849 ·
1849-1850 ·
1850-1852 ·
1852-1853 ·
1853-1854 ·
1854-1856 ·
1856-1858 ·
1858-1860 ·
1860-1862 ·
1862-1864 ·
1864-1866 ·
1866 (sep) ·
1866-1868 ·
1868-1869 ·
1869-1871 ·
1871-1873 ·
1873-1875 ·
1875-1877 ·
1877-1879 ·
1879-1881 ·
1881-1883 ·
1883-1884 ·
1884-1886 ·
1886-1887 ·
1887-1888 ·
1888-1891 ·
1891-1894 ·
1894-1897 ·
1897-1901 ·
1901-1905 ·
1905-1909 ·
1909-1913 ·
1913-1917 ·
1917-1918 ·
1918-1922 ·
1922-1925 ·
1925-1929 ·
1929-1933 ·
1933-1937 ·
1937-1946 ·
1946-1948 ·
1948-1952 ·
1952-1956 ·
1956-1959 ·
1959-1963 ·
1963-1967 ·
1967-1971 ·
1971-1972 ·
1972-1977 ·
1977-1981 ·
1981-1982 ·
1982-1986 ·
1986-1989 ·
1989-1994 ·
1994-1998 ·
1998-2002 ·
2002-2003 ·
2003-2006 ·
2006-2010 ·
2010-2012 ·
2012-2017 ·
2017-2021 ·
2021-2023 ·
2023-heden
Overzicht historische zetelverdeling